# Rupprecht-Gymnasium
Das Rupprecht-Gymnasium (kurz „RGM“ für Rupprecht-Gymnasium München) ist ein naturwissenschaftlich-technologisches und sprachliches Gymnasium in München. Die im Stadtbezirk Neuhausen-Nymphenburg gelegene Schule wurde 1911 als „Königliche Rupprecht-Kreisrealschule“ gegründet und trägt seit 1964 den Namen „Rupprecht-Gymnasium“. Sie befindet sich in öffentlicher Trägerschaft des Freistaates Bayern.

## Standort
Das Rupprecht-Gymnasium liegt an der Albrechtstraße 7 in der Nähe des Rotkreuzplatzes im Stadtbezirksteil Neuhausen. An das Gymnasium grenzen die Alfonsschule (Grund- und Mittelschule) und das Städtische Adolf-Weber-Gymnasium. Der Neubau liegt an der Albrechtstraße 6.

## Geschichte
Das Rupprecht-Gymnasium ist nach dem letzten bayerischen Kronprinzen Rupprecht von Bayern benannt. 1899 entstand der Wunsch nach einer neuen Realschule im Münchner Westen, 1907 wurde der Bau vom Landrat von Oberbayern beschlossen. Am 25. September 1911 begann der Unterricht mit 344 Schülern. 1921 erfolgte die Erhebung zur neunklassigen Kreisoberrealschule, der früheren Bezeichnung für ein Gymnasium ohne Latein, 1926 wurde die Schule vom Staat übernommen und erhielt den Namen „Staatliche Rupprecht-Oberrealschule“.
Ursprünglich hatte der Nordflügel vier Stockwerke und der Südwestflügel zwei Stockwerke, 1934 wurde dieser wegen rasch anwachsender Schülerzahlen um ein drittes Stockwerk erweitert, und eine zweite Turnhalle auf die erste gebaut.
Im Zweiten Weltkrieg wurde die Schule fast vollkommen zerstört, bis 1950 jedoch vollständig wieder aufgebaut und der Südwestflügel um ein viertes Stockwerk ergänzt.

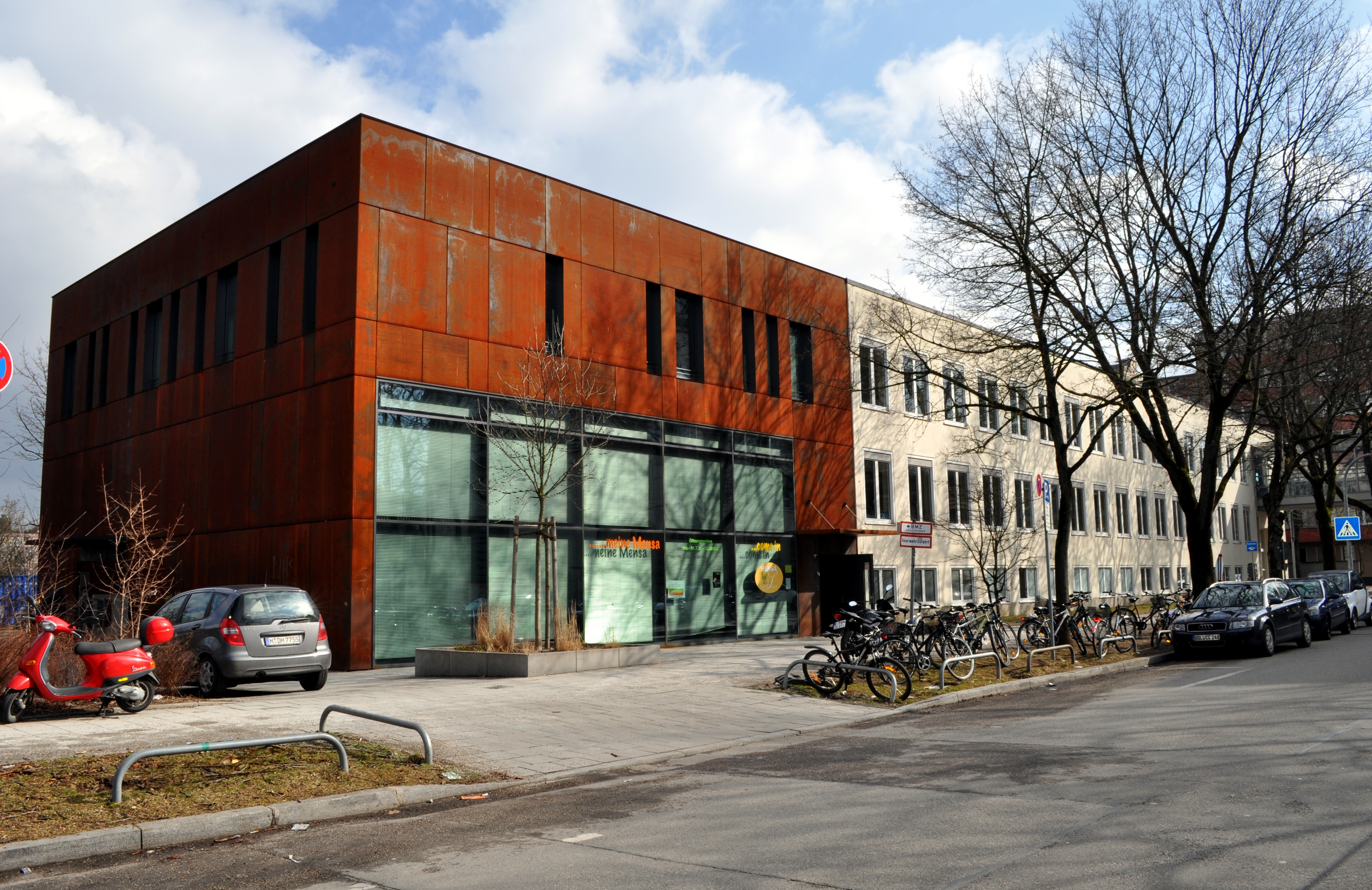
Ehemaliger Neubau mit alter Mensa

1964 bekam die Schule ihren aktuellen Namen „Rupprecht-Gymnasium“. Im selben Jahr konnte der auf der anderen Straßenseite gelegene Neubau (Fachklassentrakt für Chemie, Biologie, Physik und Musik) eingeweiht werden, der über eine Brücke mit dem Altbau verbunden ist. Der neusprachliche Zweig kam im gleichen Jahr hinzu.
Das geplante Schwimmbad neben dem Neubau wurde in eine Zweifachturnhalle umfunktioniert.
Zu Beginn des Schuljahres 2007/2008 wurde die an den Neubau angebaute Mensa in Betrieb genommen. Sie bot neben den zweigeschossigen Essensräumen Platz für weitere drei Klassenzimmer und den Kommunikationssaal. Außerdem wurde der erste Aufzug der Schule eingebaut, der über den Neubau und über die Mensa benutzt werden konnte. Die Mensa wurde jedoch nur einige Jahre später, im August 2019, wieder abgerissen.
Es ist geplant, das Rupprecht-Gymnasium auf sechs Züge zu erweitern, wofür alle Gebäude bis auf den Altbau abgerissen werden. Im Rahmen dessen soll die an den Altbau angrenzende Turnhalle durch Räume für EDV und Verwaltung, die Mensa und die Zweifachturnhalle auf der gegenüberliegenden Seite durch ein Neubaugebäude mit größerer Mensa ersetzt werden. Anstelle des Neubaus (Fachklassentrakt) entsteht eine Dreifachturnhalle.
Die Fassade des Hauptgebäudes ist denkmalgeschützt.
Das Rupprecht-Gymnasium hat über 1150 Schüler und etwa 90 hauptamtliche Lehrer.

## Allgemeines

### Landheim
Zum Rupprecht-Gymnasium gehört seit dem 7. Juli 1932 ein eigenes Schullandheim in Holzhausen, einem Ortsteil von Straßlach-Dingharting im Landkreis München. Es ist eines der ältesten Landheime in Deutschland.

### Infrastruktur
Die Schule hat drei Computerräume. Jeder Angehörige der Schule erhält ein eigenes Benutzerkonto. Ferner verfügt die Schule über eine Schreinerei, ein Atelier, eine Schulbücherei im Erdgeschoß und Schülerlabore im Wissenschaft-Trackt.

### Italienische Sektion
Im Rahmen der Italienischen Sektion, die neben dem Unterricht in Italienisch als dritter Fremdsprache auch zweisprachigen Geschichts- und Erdkundeunterricht vorsieht, lehrt ein italienischer Gymnasiallehrer aus Sizilien am Rupprecht-Gymnasium.

### Studienseminare
Am Rupprecht-Gymnasium werden Referendare ausgebildet. Es existieren Studienseminare für Biologie, Chemie, Deutsch, Englisch, Französisch, Geographie, Informatik, Mathematik und Physik.

### LEIFIphysik
Das Physik-Portal LEIFIphysik wurde von zwei Lehrern des Rupprecht-Gymnasiums, Ernst Leitner und Ulrich Finckh initiiert. Es bietet zahlreiche Materialien zum Physikunterricht.

### MINT-EC
Das Gymnasium ist als eine von 64 MINT-EC-Schulen in Bayern (Stand: 2024) berechtigt, Schülern das MINT-EC-Zertifikat zu erteilen.

## Angebote

### Sprachenfolge
- Englisch (ab Jgs. 5 oder Jgs. 6)
- Latein (ab Jgs. 5)
- Latein oder Französisch (ab Jgs. 6)
- Italienisch (ab Jgs. 8)

### Fahrten
- Austausch mit Frankreich (Vendenheim)
- Austausch mit Italien (Rom)
- Austausch mit Italien (Bologna (Liceo Galvani), Livorno)
- Schullandheim in Holzhausen (Jgs. 5, 6, 8, 10)
- Skilager (Jgs. 7)
- Betriebspraktikum (Jgs. 9)
- Austausch mit Dänemark (Jgs. 9)
- Broadstairs - Fahrt (Jgs. 9)

### Wahlfächer und Arbeitsgemeinschaft
- Jazz-Ensemble
- Schulsanitätsdienst
- Theatergruppe
- Orchester
- Chor
- Schulgarten
- Schülerzeitung (eXpresso)
- Schulbibliothek
- Technikgruppe
- Unter-/ Mittel-/ Oberstufenpartyorganisierung

### Nachmittagsbetreuung
Für Schüler der fünften bis siebten Klasse besteht die Möglichkeit der Betreuung (offene Ganztagsschule) am Nachmittag. Kurz: OGTS.

## Neubau

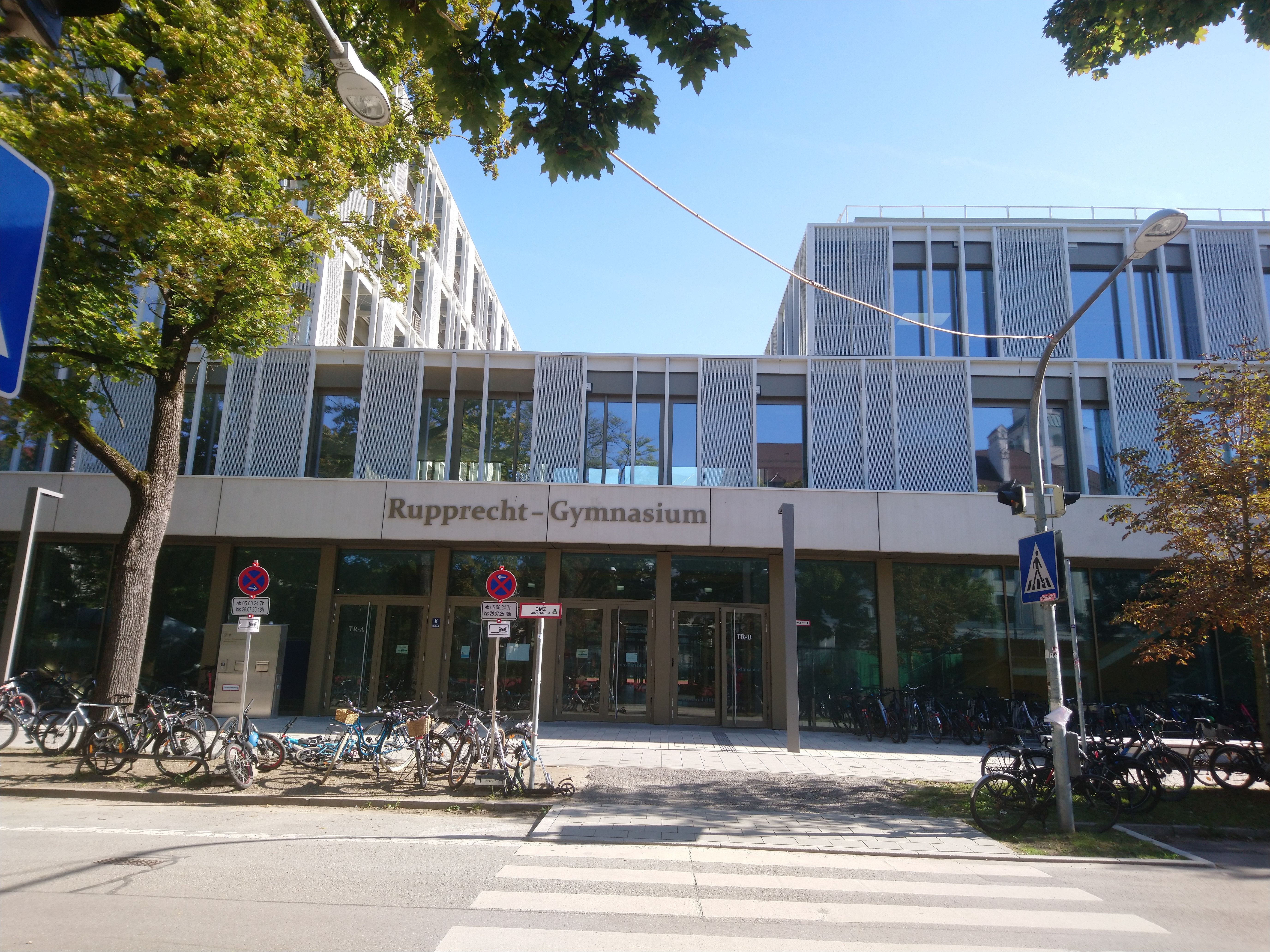
Rupprecht-Gymnasium: Haupteingang des Neubaus

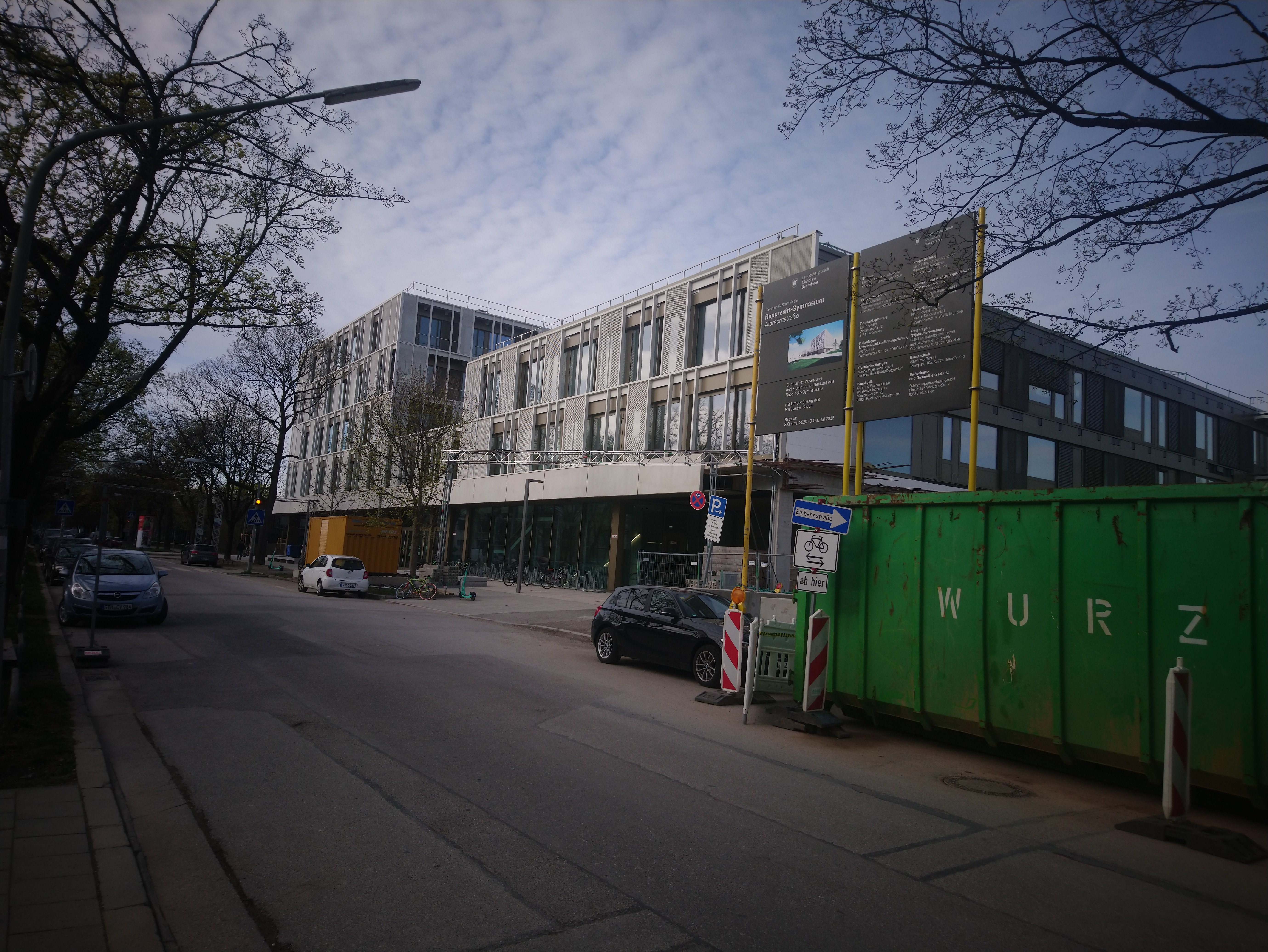
Neubau Teil A/B

### Aufbau
Der Neubau des Rupprecht-Gymnasium besteht aus drei Teilen. Davon sind stand 2024 zwei von drei fertig gestellt. Momentan werden nur der A- und B-Teil benutzt. Der C-Teil soll im Jahr 2026 bis 2027 einsatzbereit sein.

#### A-Teil
Im A-Teil des Rupprecht-Gymnasium werden die Klassen 5, 6 und 7 unterrichtet. Außerdem findet im 1. Stock dieses Teiles der Physikunterricht aller Klassen statt. Im 2. Stock befinden sich das Lehrerzimmer, das Sekretariat, das Krankenzimmer und die Kopierräume.

#### B-Teil
Im B-Teil des Rupprecht-Gymnasium werden die 9. Klassen unterrichtet. Außerdem findet im 1. Stock der Biologie und Chemieunterricht statt.

#### C-Teil
Der C-Teil ist momentan in Arbeit. Einsatzbereit soll dieser erst im Jahr 2026 oder 2027 sein. Behausen soll dieser Teil die Turnhallen, die Musik, Informatik und Kunsträume, sowie die 10. Klassen.

#### Erdgeschoss
Im Erdgeschoss befindet sich die neue Mensa, der Pausenverkauf, die Schulbibliothek und die Bühne, auf welcher Schulkonzerte aufgeführt werden. In diesem Erdgeschoss finden auch Events, wie die Unterstufenparty, statt.

## Persönlichkeiten
- Rüdiger Wagner (1939–2007), Schriftsteller und Lehrer, stellvertretender Schulleiter des Klenze-Gymnasiums München, 1965 Studienreferendar an der Rupprecht-Oberrealschule[11]
- Rainer Volkmann (* 1942), Landtagsabgeordneter
- Alexander S. Kekulé (* 1958), Virologe
- Alexander Thumfart (1959–2022), Politikwissenschaftler
- Christoph Süß (* 1967), Kabarettist, Fernsehmoderator und Schauspieler
- Mitsou Jung (* 1998), Schauspielerin